# 7 Batalion Budowlany
7 Batalion Budowlany  – jednostka służby kwaterunkowo-budowlanej Wojska Polskiego.
Batalion sformowany został w 1950 roku w Biedrusku, według etatu 19/20, o stanie osobowym 1122 wojskowych. Utrzymywany był  poza normą wojska. 
Po sformowaniu został przeniesiony do Oleśnicy, a potem do Poznania.
Od 15 lutego 1951 roku podlegał Zarządowi Budownictwa Wojskowego Nr 4. 
W sierpniu 1952 roku, będąc już w podporządkowaniu dowódcy 4 Brygady Budowlanej, przeformowany został na etaty 19/30, o stanie 863 wojskowych i 2 cywili. Jesienią 1953 roku dowódca brygady przeniósł 7 batalion budowlany z Poznania do Konina. 
Po rozwiązaniu dowództwa 4 BBud, batalion przedyslokowano z Konina do Wołowa.
W terminie do 1 grudnia 1957 roku, 7 batalion budowlany został rozformowany.